# Corethrovalva
Corethrovalva is een geslacht van vlinders uit de familie mineermotten (Gracillariidae).
Het geslacht omvat volgende soorten:
- Corethrovalva allophylina Vári, 1961
- Corethrovalva goniosema Vári, 1961
- Corethrovalva paraplesia Vári, 1961